# Edward Malesic
Edward Charles Malesic, né le 14 août 1960 à Harrisburg en Pennsylvanie, est un prélat américain, actuel évêque de Cleveland dans l'Ohio.

## Formation
Edward Malesic est éduqué à la Central Dauphin East High School de Harrisburg. Il passe trois ans à étudier la biologie au Lebanon Valley College, avant d'entrer au Collège pontifical Josephinum de Columbus dont il obtient un bachelor's degree en 1983 et un master in divinity en 1987,. Il est ordonné prêtre par William Keeler pour le diocèse de Harrisburg, le 30 mai 1987. Edward Malesic obtient aussi une licence en droit canon de l'Université catholique d'Amérique de Washington.

## Prêtre
Après son ordination, Edward Malesic est nommé vicaire de la paroisse Sainte-Thérèse de New Cumberland de 1987 à 1989, et à celle de Sainte-Rose-de-Lima de York de 1989 à 1992, tout en étant aumônier du York College et de la Millersville University de 1992 à 1996. Il est associé au Newman club du Messiah College de 2000 à 2004. Malesic est administrateur, puis curé de la paroisse du Saint-Enfant de York Haven de 2004 à 2015. Grâce à ses études en droit canon, il sert à divers postes au tribunal diocésain, pour terminer comme vicaire judiciaire et secrétaire des services canoniques de 2006 à 2015.

## Évêque
Le pape François nomme Edward Malesic évêque de Greensburg, le 24 avril 2015. Il est consacré le 13 juillet 2015 par Charles Chaput O.F.M. Cap. de Philadelphie,, en la cathédrale de Greensburg.
Le 16 juillet 2020 il est transféré au siège de Cleveland, dans l'Ohio.